# 嫩北农场
嫩北农场是一个位于中华人民共和国黑龙江省黑河市嫩江市的农场，亦是黑龙江省农垦九三管理局所属的一个农场。
嫩北农场始建于1955年，地处小兴安岭南麓向松嫩平原过渡带，面积608.4平方公里，总人口1.2万人。下设4个管理区、2个农业作业站、3个畜牧养殖区，场直下属28个企事业单位。

## 行政区划
嫩北农场下辖以下单位：
嫩北场直社区、嫩北农场第一管理区、嫩北农场第二管理区、嫩北农场第三管理区、嫩北农场第四管理区、嫩北农场第五管理区、嫩北农场第六管理区、嫩北农场第七管理区、嫩北农场第八管理区和嫩北农场良种场。